# Faremoutiers
Faremoutiers là một xã trong vùng hành chính Île-de-France, thuộc tỉnh Seine-et-Marne, quận Meaux, tổng Coulommiers. Tọa độ địa lý của xã là 48° 59' vĩ độ bắc, 02° 13' kinh độ đông.

## Dân số
Người dân ở Faremoutiers được gọi là Faremontais.
Điều tra dân số năm 1999, xã này có dân số là 2,287.